# Afrique occidentale espagnole
1946–1958
Entités précédentes :
- Río de Oro
- Seguia el-Hamra
- Cap Juby
- Santa Cruz de la Mar Pequeña

Entités suivantes :
- Sahara espagnol
- Ifni
- Cap Juby

L'Afrique occidentale espagnole (en espagnol : África Occidental Española) est une ancienne possession coloniale qui était régie par l'Espagne dans le Sahara occidental entre 1946 et 1958. Le territoire correspond à l'actuel Sahara occidental, donc, l'ex-Sahara espagnol, et l'enclave d'Ifni, et la Saguia el-Hamra. Le nouveau nom de l'ensemble visait aussi à faire de la propagande, pour montrer une certaine image de grandeur de l'Espagne, presque impériale, alors que la réalité était tout autre, l'Espagne sortant d'une longue guerre civile, et étant isolée des autres pays européens, du fait de la nature fasciste du régime franquiste.

## Historique
L'appellation « Afrique occidentale espagnole » était donc de complaisance, pour tromper les autres puissances, et faire croire que l'empire colonial espagnol était immense, alors qu'il était considérablement réduit depuis 1898, et constitué majoritairement de zones arides et désertiques. Seule la Guinée espagnole n'était pas un désert, mais elle recevra elle aussi diverses appellations : Territoires espagnols du golfe de Guinée, Fernando Poo, Afrique équatoriale espagnole, Rio Muni,  etc.  Le tout dans un objectif d'image, de communication, et surtout, de propagande. 
Au lendemain de la Seconde Guerre mondiale, Madrid décida de réorganiser ses possessions d'Afrique de l'Ouest pour faire face à la montée du nationalisme marocain. Il s'agissait de séparer administrativement le nord du protectorat espagnol au Maroc (la zone la plus menacée) des territoires sahariens.
Le décret du 20 juillet 1946 instaura donc une nouvelle entité appelée Afrique occidentale espagnole (África Occidental Española), comprenant le territoire d'Ifni (autrefois connu sous le nom de Santa Cruz de la Mar Pequeña) et les colonies de la Saguia el-Hamra et du Río de Oro (correspondant à l'actuel Sahara occidental). L'ensemble était administré par un gouverneur général résidant à Sidi Ifni directement responsable devant le gouvernement de Madrid. À noter que la zone sud du protectorat (région du Cap Juby ou de Tarfaya) était rattachée à l'Afrique occidentale espagnole, mais son statut juridique invitait le gouverneur général à y intervenir plutôt en qualité de délégué du Haut-Commissaire du protectorat espagnol au Maroc basé à Tétouan.
Après l'indépendance du Maroc en 1956, c'est-à-dire la fin des protectorats français et espagnol (mais dans la seule zone nord), le régime chérifien attaqua les positions espagnoles du sud. Ces combats, appelés « guerre d'Ifni », aboutirent aux accords de Angra de Cintra signés le 2 avril 1958, par lesquels Rabat obtenait la région saharaoui de Tarfaya alors que Madrid conservait ses colonies sahariennes.
Ces dernières, depuis le 14 janvier 1958, avaient été transformées en deux provinces d'outre-mer ; Ifni et le Sahara espagnol (qui regroupait les anciennes colonies de la Saguia el-Hamra et du Río de Oro). Cette réorganisation mit fin à l'Afrique occidentale espagnole.

## Source
- (es) Cet article est partiellement ou en totalité issu de l’article de Wikipédia en espagnol intitulé « África Occidental Española » (voir la liste des auteurs).